# George Curzon, 1. Marquess Curzon of Kedleston

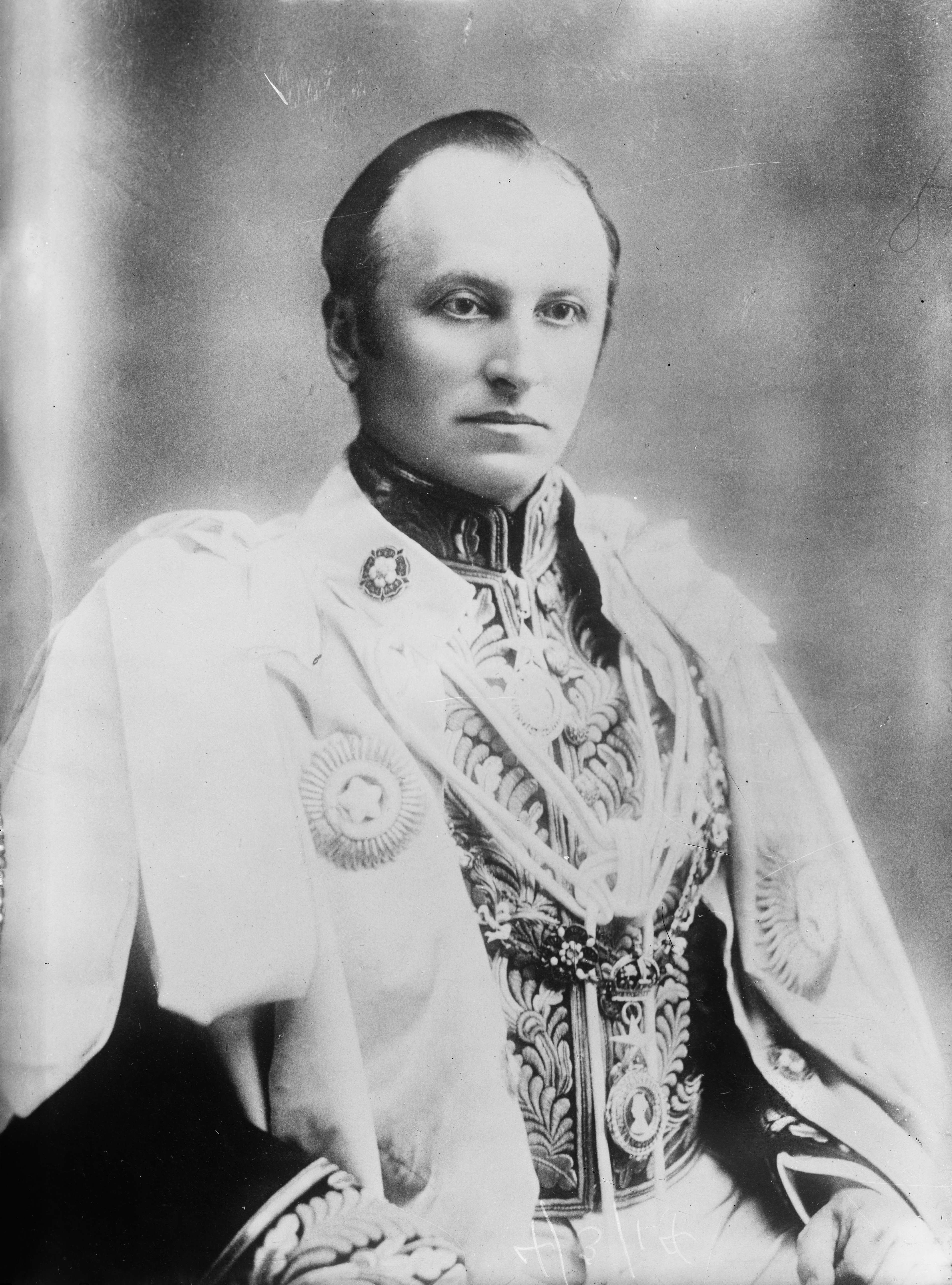
George Curzon, 1. Marquess Curzon of Kedleston (um 1900)

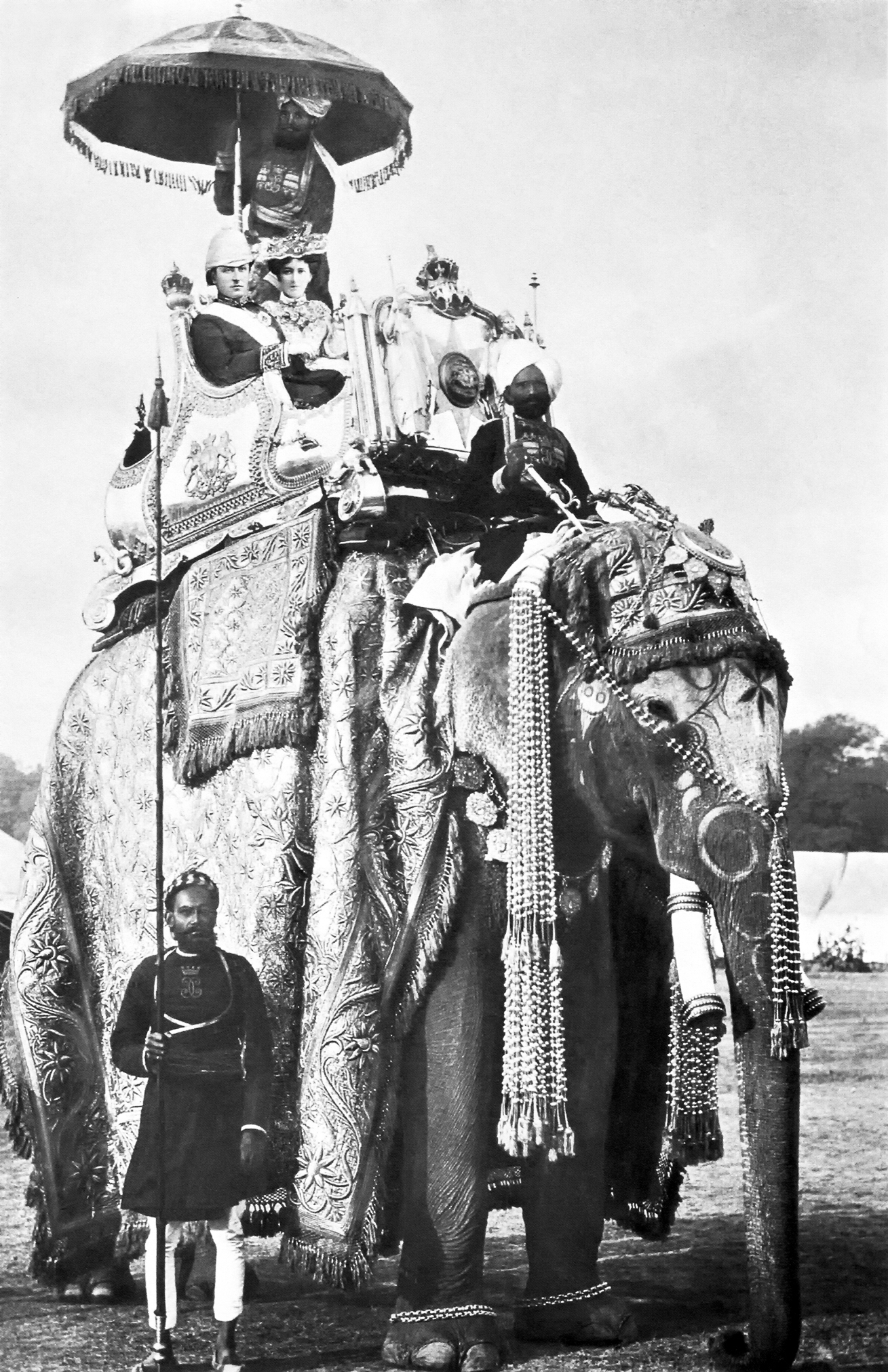
George Curzon mit seiner Ehefrau Mary Curzon auf dem Elefanten „Lakshman Prasad“ in Delhi am 29. Dezember 1902

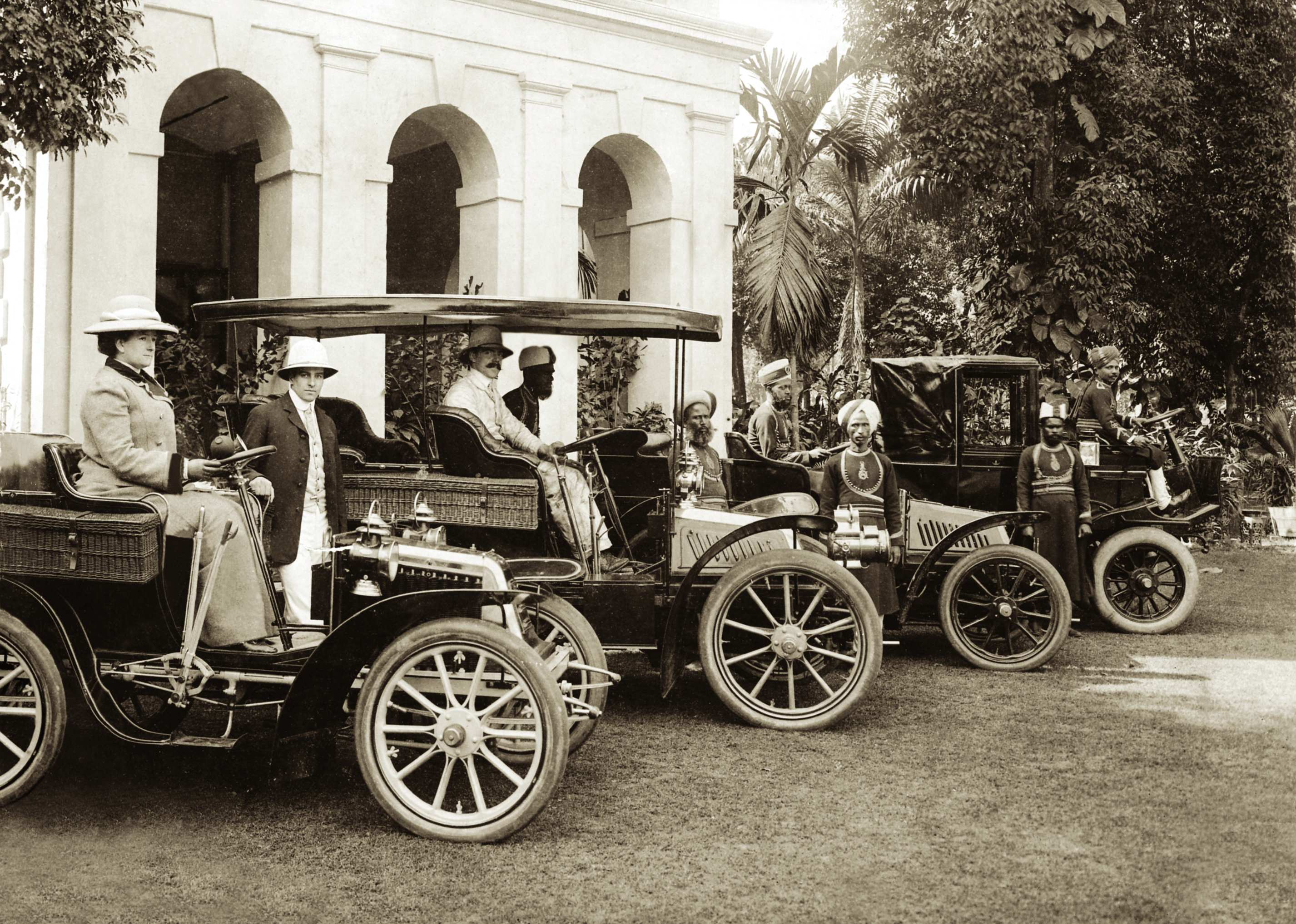
Lord Curzon als Vizekönig von Indien bei einem Ausflug in Dhaka, Bengalen (1904)

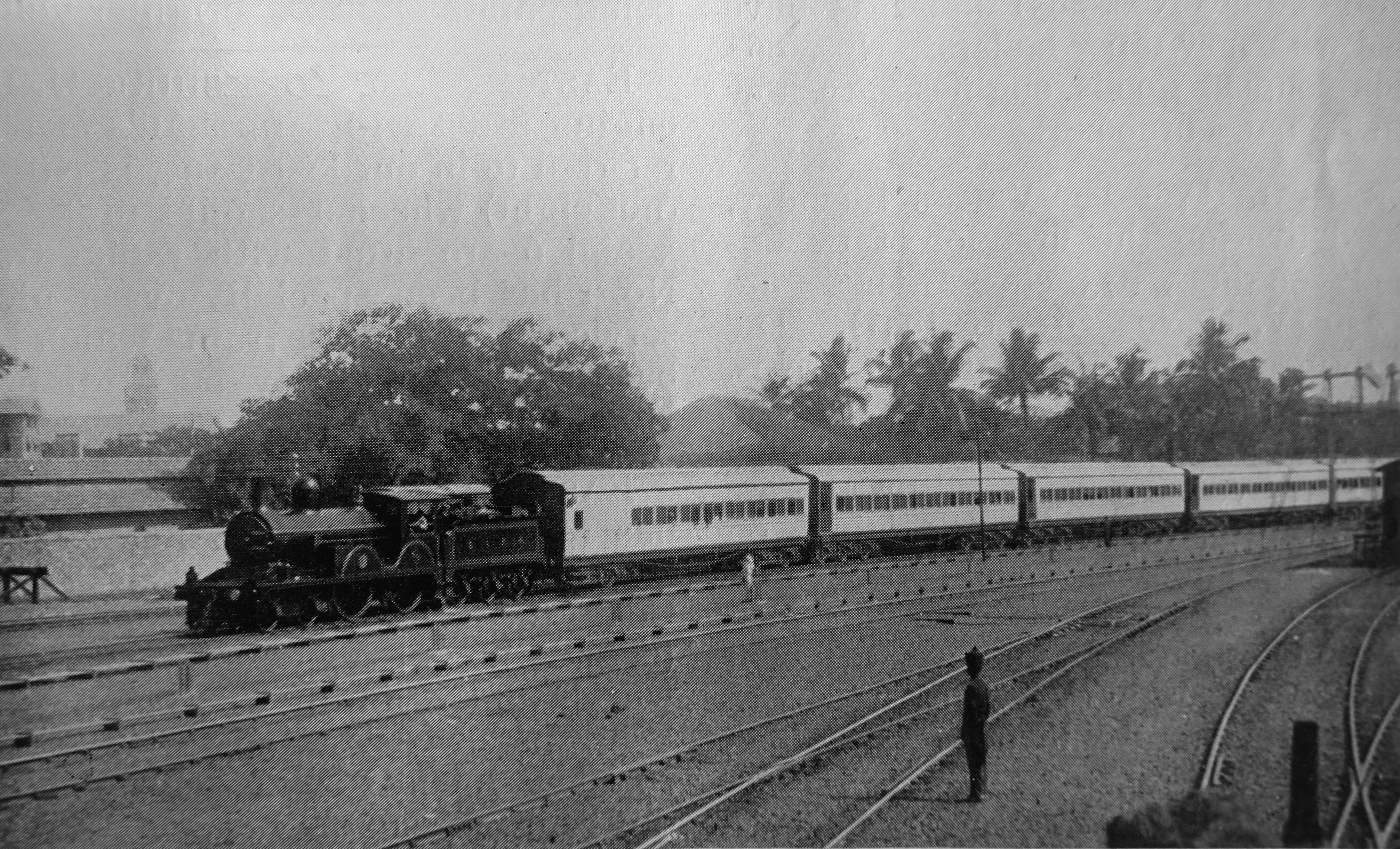
Einfahrt des Hofzugs von Vizekönig Lord Curzon am 30. April 1904 in den Victoria Terminus in Bombay

George Nathaniel Curzon, 1. Marquess Curzon of Kedleston, KG, GCSI, GCIE, PC (* 11. Januar 1859 in Kedleston Hall, Derbyshire; † 20. März 1925 in London) war ein konservativer britischer Staatsmann und von 1899 bis 1905 Vizekönig von Indien.

## Leben

### Karriere
Curzon, ältester Sohn von Alfred Curzon, 4. Baron Scarsdale, saß seit 1886 als Konservativer im britischen Parlament. Der führende Vertreter des Imperialismus bereitete sich durch langjährige Tätigkeit in Indien auf Höheres vor. Er wurde zuerst Unterstaatssekretär im India Office und im Außenministerium, dann wurde er 1899 zum Generalgouverneur und Vizekönig von Indien ernannt, was er bis 1905 mit einer kurzen Unterbrechung blieb. In den Jahren 1904 und 1905 war er zudem Lord Warden of the Cinque Ports.

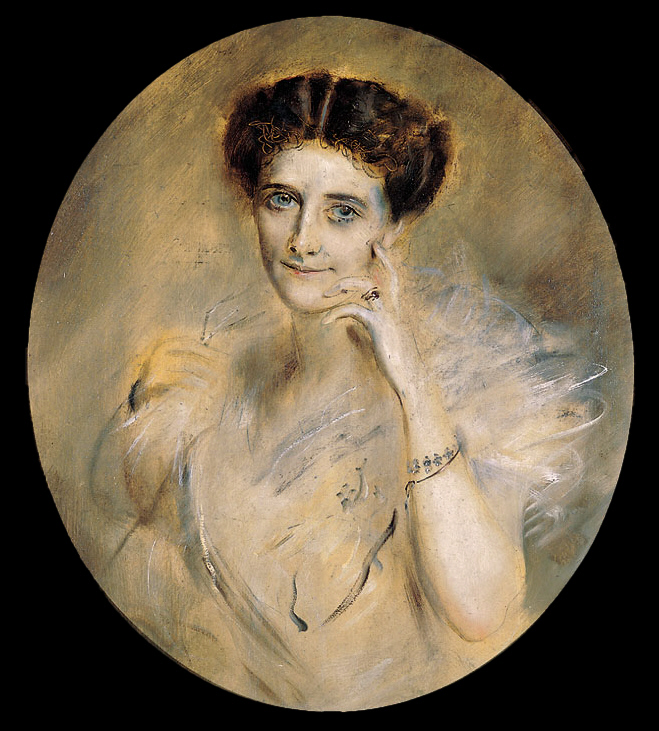
Mary Victoria Leiter, erste Frau von George Curzon; Porträt von Franz von Lenbach, 1902

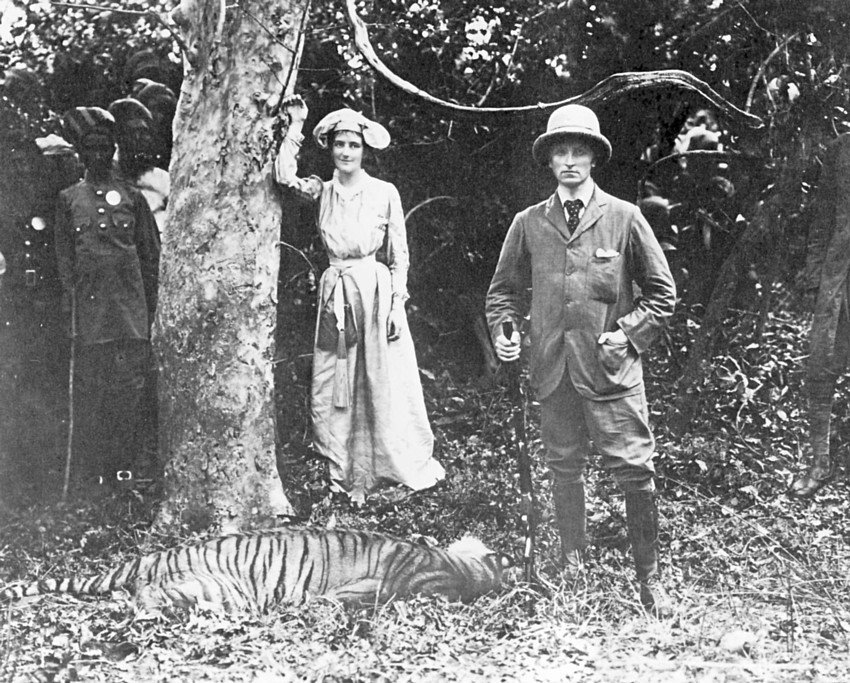
Lord Curzon mit Ehefrau auf Tigerjagd (1903)

Er leitete umfangreiche Reformen ein, zu denen auch die Gründung der North-West Frontier Province gehörte. Die von ihm durchgeführte Teilung Bengalens 1905 provozierte eine national-indische Massenbewegung gegen die Kolonialmacht. Es gelang ihm, den britischen Einfluss auf Tibet, Persien und Afghanistan auszudehnen. Er schuf ein Generaldirektorat für Archäologie und verachtfachte das Budget für Restaurierungen; speziell an jener des Taj Mahal lag ihm viel. In seine Regierungszeit als Vizekönig fielen zwei große Hungersnöte (1896–1897 und 1899–1900), bei denen 6,1 bis 19 Millionen Menschen starben. Curzon ergriff wenig Gegenmaßnahmen. Curzon drängte erfolgreich auf eine Verlängerung seiner Amtszeit über die fünf üblichen Jahre hinaus, da er den Erfolg seiner Reformen sehen wollte – Premierminister Arthur Balfour bezeichnete seine Zustimmung später als seinen größten Fehler als britischer Premierminister. Curzon meinte, dass der Oberbefehlshaber dem Militärberater des Vizekönigs unterstellt sein solle. Lord Kitchener, Oberbefehlshaber der britischen Streitkräfte in Indien, lehnte dies ab. Curzon bat Balfour, sich zwischen ihm und Kitchener zu entscheiden. Kitchener konnte sich durchsetzen; Curzon trat 1906 vom Amt des Vizekönigs zurück und wurde Kanzler der Universität Oxford.

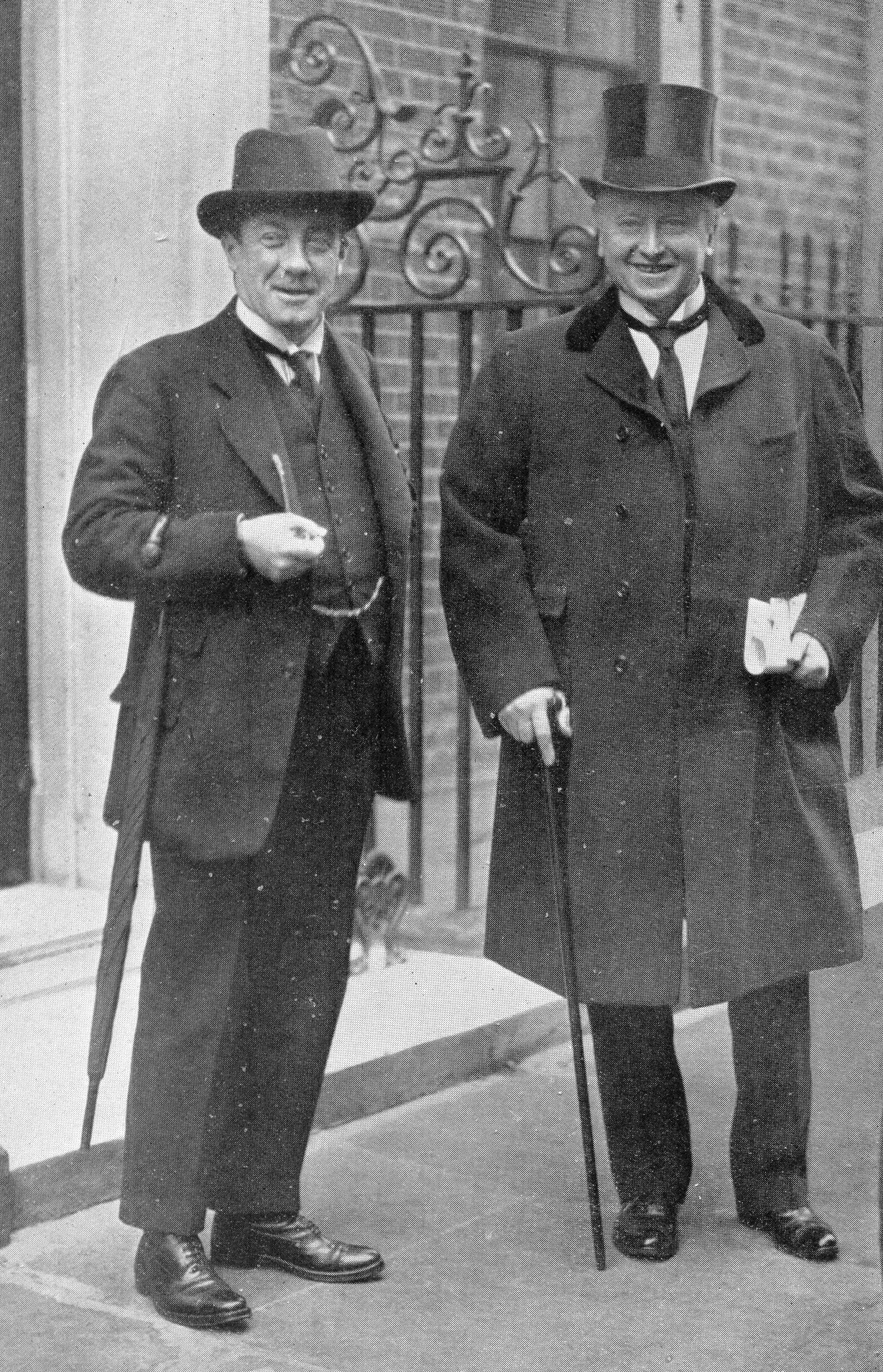
Lord Curzon (rechts) mit Premierminister Stanley Baldwin (Januar 1924)

 1908 wurde er Ehrenmitglied der British Academy.
Während des Ersten Weltkrieges war Curzon Lordsiegelbewahrer im Allparteienkabinett von Premierminister Herbert Asquith. Er war der weitestgereiste Mann, der je in einem britischen Kabinett saß – dies obwohl ihn seit 1878 eine Rückgratverkrümmung zum Tragen eines stählernen Korsetts zwang. 1916 wurde der inzwischen im Oberhaus sitzende Curzon, er war bereits seit 1908 Peer, unter Lloyd George als Lord President of the Council Mitglied des Kriegskabinetts. 1919 erhielt Curzon die lang erstrebte Ernennung zum Außenminister; er hatte dieses Amt bis 1924 inne. Lloyd George war während der Versailler Friedenskonferenz der dominante Politiker der britischen Delegation; auch Curzon hatte eine hohe Reputation. Anschließend war er nochmals für rund ein Jahr Lord President of the Council. 1919 schlug eine Kommission der Pariser Friedenskonferenz, der Curzon angehörte, die berühmt gewordene „Curzon-Linie“ als Grenze zwischen Polen und dem jungen Sowjetrussland vor. In der türkischen Frage war es Curzons Leistung, eine Lösung herbeizuführen und den Vertrag von Lausanne vorzubereiten. Nach dem Sturz Lloyd Georges 1922 avancierte Curzon im Kabinett von Andrew Bonar Law zum zweiten Mann hinter dem Premierminister. Als Bonar Law wegen seiner Erkrankung zurücktrat, galt Curzon (obwohl er im House of Lords saß) als aussichtsreichster Nachfolger. Er wurde jedoch zu Gunsten von Stanley Baldwin übergangen. Curzon blieb Außenminister unter Baldwin, bis er von diesem im November 1924 zum Lord President of the Council und Leader of the House of Lords ernannt wurde. Im März 1925 erkrankte Curzon schwer; nach einer erfolglosen Operation starb er am 20. März 1925 in London.
Curzon war ein erklärter Gegner des Frauenwahlrechts, Mitglied und ab 1912 Co-Präsident der National League for Opposing Woman Suffrage (Nationale Liga in Gegnerschaft weiblichen Wahlrechts).

### Privatleben
Curzon war in erster Ehe ab 1895 mit der deutschstämmigen Mary Victoria Leiter verheiratet, die 1906 starb. Aus dieser Ehe stammen drei Töchter. Alle drei (Mary Irene, Cynthia und Alexandra) waren bekannte Persönlichkeiten im Vereinigten Königreich der Zwischenkriegszeit. Nach längerer außerehelicher Beziehung mit der Schriftstellerin und Society-Dame Elinor Glyn heiratete er 1917 Grace Elvina Duggan, geborene Hinds. Die Eheleute trennten sich, nachdem der von Curzon ersehnte männliche Titelerbe nach mehreren Fehlgeburten ausgeblieben war und Grace genauso wie ihre beiden anderen Töchter eine Affäre mit dem britischen Faschistenführer Sir Oswald Mosley, dem Ehemann ihrer Stieftochter Cynthia, hatte.

## Adelstitel
Curzon wurde 1898 als Baron Curzon of Kedleston in der Peerage of Ireland in den erblichen Adelsstand erhoben. Da es sich um einen irischen Titel handelte, war damit nicht automatisch ein Sitz im House of Lords verbunden. Ab 1908 war er jedoch als gewählter Representative Peer Mitglied des Oberhauses. Der Titel erlosch 1925, als Curzon ohne männlichen Abkömmling starb.
1911 wurde Curzon zum Earl Curzon of Kedleston, Viscount Scarsdale und Baron Ravensdale, alle in der Peerage of the United Kingdom erhoben. Die Earlswürde konnte, wie üblich, nur an männliche Abkömmlinge übergehen und erlosch daher mit Curzons Tod. Die Viscountswürde erhielt einen speziellen Vermerk, dass sie in Ermangelung eines Sohnes auf seinen Vater und dessen männliche Abkömmlinge übergehen könne, was dann auch geschah. Der Vermerk bei der Baronie erlaubte einen Übergang auf die Töchter und deren männliche Abkömmlinge, so dass dieser Titel auf die älteste Tochter Mary überging.
Fünf Jahre später erbte Curzon nach dem Tode seines Vaters dessen Titel Baron Scarsdale, der zur Peerage of Great Britain gehört.
1921 wurde Curzon zum Marquess Curzon of Kedleston mit dem nachgeordneten Titel Earl of Kedleston erhoben. Diese beiden Titel in der Peerage of the United Kingdom erloschen mit Curzons Tod.

## Erinnerung

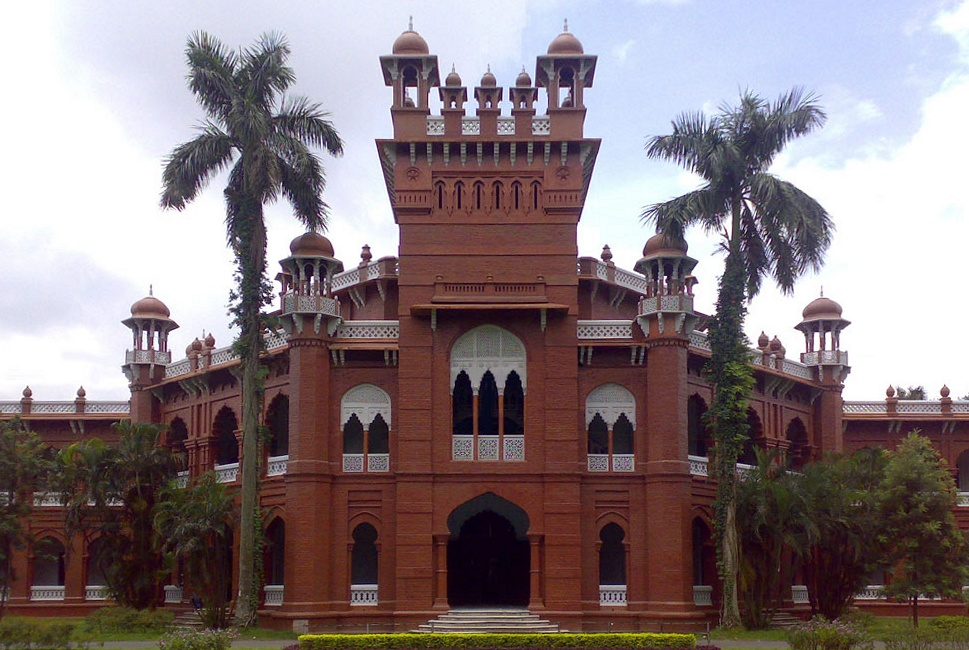
Curzon Hall, nach Curzon benanntes Heim der Fakultät der Wissenschaften an der University of Dhaka

Winston Churchill widmete Curzon 1937 ein Kapitel in seinem Buch Great Contemporaries.
Jawaharlal Nehru würdigte Curzon später: „After every other Viceroy has been forgotten, Curzon will be remembered because he restored all that was beautiful in India.“ (Wenn bereits jeder andere Vizekönig vergessen sein wird, so wird man sich immer noch an Curzon erinnern, weil er alles wiederherstellte, was schön in Indien ist.) Ihm zu Ehren benannt sind die Curzon-Inseln in der Antarktis.

## Veröffentlichungen – Auswahl
- Lord Curzon of Kedleston: Frontiers. The Romanes Lectures 1907. All Souls College, Chancellor of the University. Clarendon Press, Oxford 1908; Textarchiv – Internet Archive.
- Books by George Nathaniel Curzon. In: Internet Archive (digitalisiert).